# Barbara Gräftner

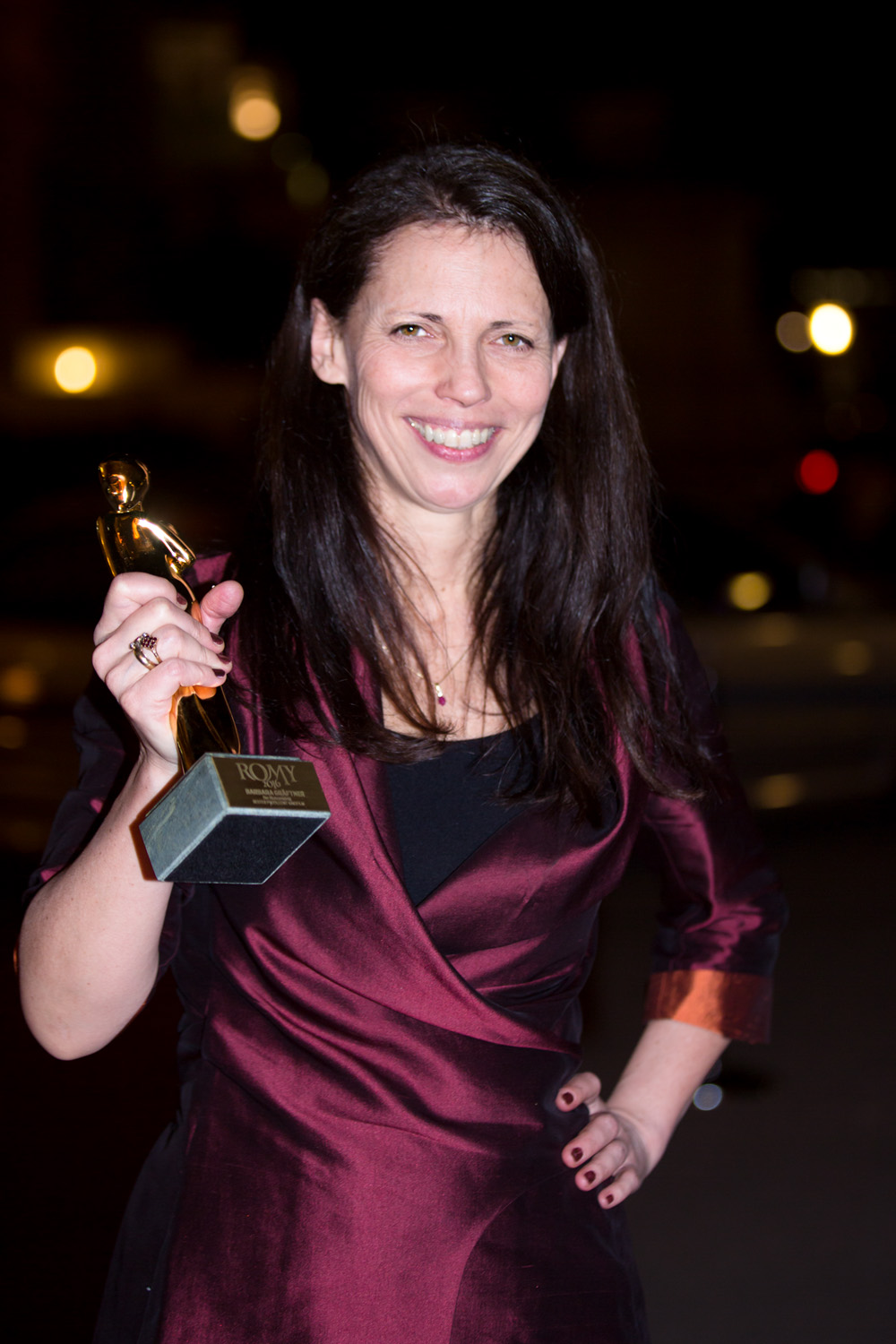
Barbara Gräftner (Romy 2016)

Barbara Gräftner (* 1964 in Wien) ist eine österreichische Regisseurin.

## Leben
Nach der Matura im Gymnasium Albertgasse in Wien 1983 studierte Barbara Gräftner von 1984 bis 1995 Medizin und Architektur auf der Universität Wien und machte eine vertiefte Ausbildung in medizinischer Psychologie mit Schwerpunkt Psychoonkologie. 1995 promovierte sie zur Dr. med. Von da an arbeitete sie als wissenschaftliche Mitarbeiterin in der Abteilung für Innere Medizin auf der Onkologie in der Rudolfstiftung. Sie wurde in die Turnusärzteliste der Wiener Ärztekammer eingetragen.
Im Jahr 1996 bestand sie die Aufnahmeprüfung auf der Hochschule für darstellende Kunst und studierte in der Abteilung Film und Fernsehen (Filmakademie Wien) in der Klasse Buch und Dramaturgie bei Walter Wippersberg. Im folgenden Jahr wurde sie in die Klasse Regie bei Peter Patzak aufgenommen. 2001 war sie Mitbegründerin von Bonus Film.
Im Jahr 2009 hat Barbara Gräftner gemeinsam mit anderen österreichischen Filmschaffenden die Österreichische Filmakademie gegründet.
Von 2018 bis 2019 verbrachte sie ein Jahr in Kenia für das mehrteilige Filmprojekt "The Secret of the Kenyan Runners"
Im Jahr 2021 wurde ihr erstes Theaterstück "Gott in Not" in Neustrelitz uraufgeführt.

## Filmografie

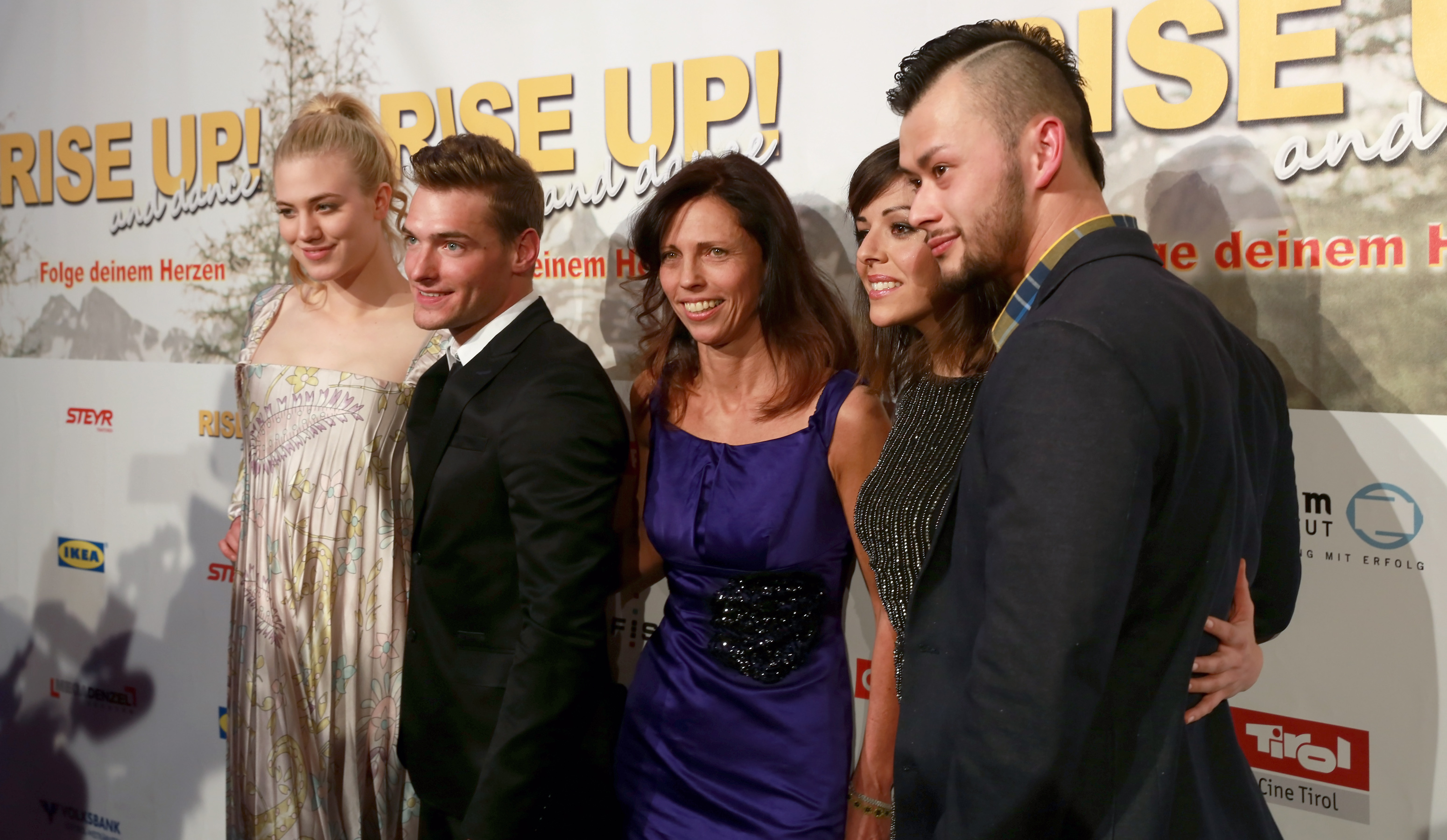
Barbara Gräftner (Mitte) bei der Premiere von Rise Up! And Dance (2014)

- 1998: Gugging, 30 Min., 16 mm, Farbe 1997
- 1998: P.S. Matouschek, 12 Min., 16 mm, SW
- 1998: Schwul sein im Ländle, 20 Min., Beta SP
- 1998: Winnetou, 15 Min., 16 mm, SW
- 1999: Froschkönig, 15 Min., Spielfilm, 16 mm
- 1999: Sell Ya, 40 Min., Doku, Beta SP
- 2000: E-Risk, 20 Min., Industriefilm Digi Beta
- 2002: Mein Russland, 92 Min., 35 mm
- 2002: Unterwegs nach ... Heimat, 135 Min.
- 2004: Der Traum vom Schweben, 90 Min. Dokumentation über männliche Synchronschwimmer
- 2005: Die Testamentmaschine, 45/80 Min. Fernseh/Kino
- 2010: Echte Wiener 2 – Die Deppat’n und die Gspritzt’n, 100 Min.
- 2014: Rise Up! And Dance, 100 Min.
- 2019: The Secret of the Kenyan Runners, 4x90 min Dokumentarfilmserie über die Kenianischen Langstreckenläufer

## Theater
- 2021: Gott in Not, Uraufführung am 31. Juli 2021, Theater und Orchester GmbH Neubrandenburg/Neustrelitz

## Preise
- 2002: Max-Ophüls-Preis für den Spielfilm "Mein Russland"
- 2005: Goldene Romy für den besten Dokumentarfilm (Der Weg nach ... Heimat)
- 2016: Romy in der Kategorie Bester Produzent Kinofilm für Der Blunzenkönig[3]
- 2017: 1. Preis für "Blue" (Fernsehserienkonzept) beim TV Series Festival Berlin